# Сан-Дженнаро-Везув'яно
Сан-Дженнаро-Везув'яно (італ. San Gennaro Vesuviano) — муніципалітет в Італії, у регіоні Кампанія,  метрополійне місто Неаполь.
Сан-Дженнаро-Везув'яно розташований на відстані близько 210 км на південний схід від Рима, 25 км на схід від Неаполя.
Населення — 11 740 осіб (2014).
Щорічний фестиваль відбувається 19 вересня. Покровитель — Святий Януарій.

## Демографія
Населення за роками:

Станом на 1 січня 2023 року в муніципалітеті офіційно проживали 1563 іноземці з 37 країн, серед них 127 громадян країн Євросоюзу та 218 громадян України.

## Сусідні муніципалітети
- Нола
- Оттав'яно
- Пальма-Кампанія
- Сан-Джузеппе-Везув'яно